# Mose Se Sengo
Mose Se Sengo ("Fan Fan") (16 de octubre de 1945, Léopoldville - 3 de mayo de 2019, Nairobi) fue un guitarrista, compositor y líder de la banda Somo Somo de la República Democrática del Congo. Fue uno de los pioneros de Soukous congoleño. Fue un miembro de la banda legendaria TP OK Jazz entre 1968 y 1972. Es famoso por sus canciones Dje Melasi y Papa Lolo.

## Biografía

### Carrera en grupos

#### Comienzos musicales
Mose Se Sengo, nació en la actual Kinshasa, República Democrática del Congo, el 16 de octubre de 1945. Comenzó a tocar la guitarra en un internado en Kinanga.
Su carrera musical empezó oficialmente al unirse al TP OK Jazz de Franco en 1968.

#### Carrera musical profesional
Tocó con Franco y TP OK Jazz, a los que se unió en 1968.
Lanzó con ellos su primer hit internacional, Dje Melasi, en 1972.
Más tarde se unió a la banda Lovy du Zaire, formada en 1971 o 1972 por Victor "Vicky" Longomba (padre de Awilo Longomba), quien anteriormente fue cofundador de OK Jazz y luego miembro de African Jazz. Otros músicos más famosos en Lovy du Zaire incluyeron a Bumba Massa, Youlou Mabiala y Syran Mbenza. Sin embargo, según una fuente, "no pudo tolerar la hipocresía del líder y pronto salió".
En 1974, viajó de Zaire a África Oriental, estableciéndose por primera vez en Tanzania durante varios años. 

### Líder de grupo

#### Fundación de Somo Somo
A finales de la década de 1970, formó una nueva versión de su banda Somo Somo, traducida aproximadamente Double Trouble, actuando en el idioma Lingala. La banda actuó en Tanzania, Zambia y Kenia. A principios de la década de 1980 se mudó a Kenia, donde reformó Somo Somo y grabó varios álbumes. En 1983, "Fan Fan" llegó a Londres, Inglaterra, mezclando su música con músicos de jazz ingleses.
En la década de 1990 se unió a Bana OK, una banda tributo al difunto Franco Luambo Makiadi de TP OK Jazz. Para el año 2000 hasta ahora "Fan Fan" ha vuelto a las raíces del estilo acústico de Rumba. 
En 2004, lanzó el álbum Bayekeleye que contiene el hit Papa Lolo.
A principios de la década de 2010, era residente en Londres y había adquirido la ciudadanía británica al momento de su muerte.

### Muerte
El 3 de mayo de 2019, Mose Se Sengo estaba en una gira de grabación de rutina en Nairobi, Kenia, cuando colapsó y murió después de un presunto ataque cardíaco. Fan Fan, que se alojaba en un apartamento en la autopista Thika, fue llevado a un hospital de Kasarani en Nairobi, donde fue declarado muerto a su llegada.
El productor del músico, Tabu Osusa, dijo que Fan Fan estaba en la ciudad grabando una nueva canción con vocalistas basados en Nairobi, incluidos Paddy Makani y Disco Longwa. Mose Fan Fan, cuya residencia se encuentra en Londres, amaba a Nairobi y había estado visitando Kenia constantemente desde 2016. Su muerte se produjo un día antes del entierro de otro músico congoleño de su época, Lutumba Simaro, con quien habían tocado juntos en OK Jazz. Los planes están en marcha, a partir del 11 de mayo de 2019, para repatriar sus restos al Reino Unido para su entierro final.

## Discografía
- 1982 : Amba
- 1985 : Somo Somo
- 1986 : Paris
- Shikamooo
- 1995 : Hello Hello
- 1999 : The Congo Acoustic
- 2004 : Bayekeleye
- 2012 : Musica Telema